# STS-6
STS-6 — космічний політ шатла «Челленджер» за програмою «Спейс Шаттл». Це перший політ «Челленджера», вперше був здійснений вихід у відкритий космос з шатла, а також вперше використовувався Extravehicular Mobility Unit — скафандр для виходу у відкритий космос. Як корисне навантаження Шаттл ніс на борту перший супутник системи TDRSS, екіпажем шатла був проведений запуск супутника.

## Екіпаж

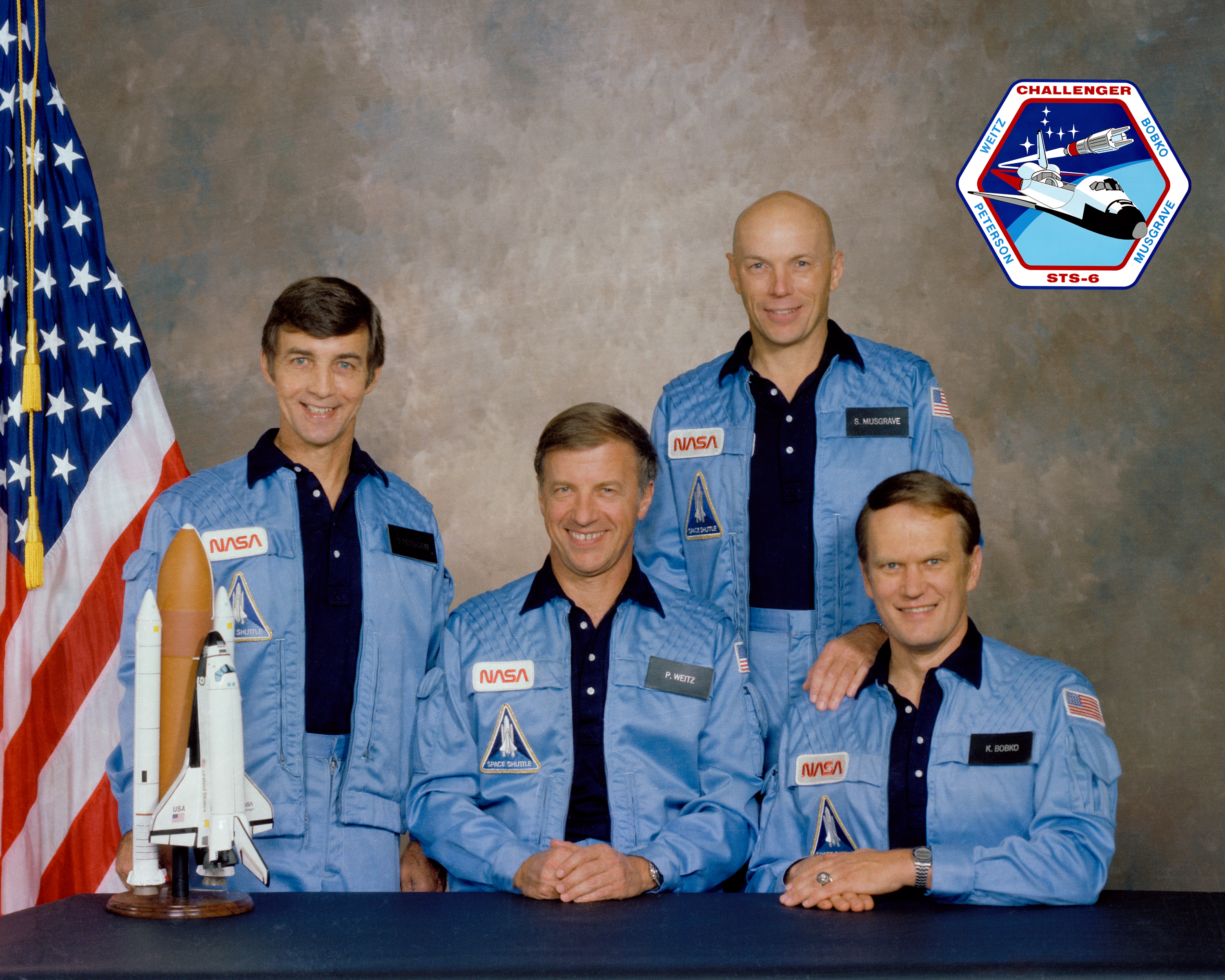
Екіпаж корабля зліва направо: Пітерсон, Уайтц, Масгрейв, Бобко

- НАСА: Пол Джозеф Вайц командир (2);
- НАСА: Керол Бобко пілот (1);
- НАСА: Дональд Пітерсон[en] (1) — фахівець за програмою польоту;
- НАСА: Френклін Масгрейв[en] (1) — фахівець за програмою польоту.

## Параметри місії
- Маса:
  - під час зльоту: 116 457 кг
  - під час посадки: 86 330 кг
  - корисне навантаження: 21 305 кг
- Перигей: 288 км
- Апогей: 295 км
- Нахил орбіти: 28,5°
- Період: 90,4 хв

### Виходи у відкритий космос
- Вихід 1 —  Масгрейв та Пітерсон
- Початок: 7 квітня 1983 року, 21:05 UTC
- Кінець: 8 квітня 1983 року, 01:15 UTC
- Тривалість: 4 години 10 хвилин

## Завдання
Основною метою місії був запуск першої системи супутникового зв'язку TDRSS, завданням якої є забезпечення зв'язку між супутниками уряду США, кораблями і наземними станціями.

## Галерея

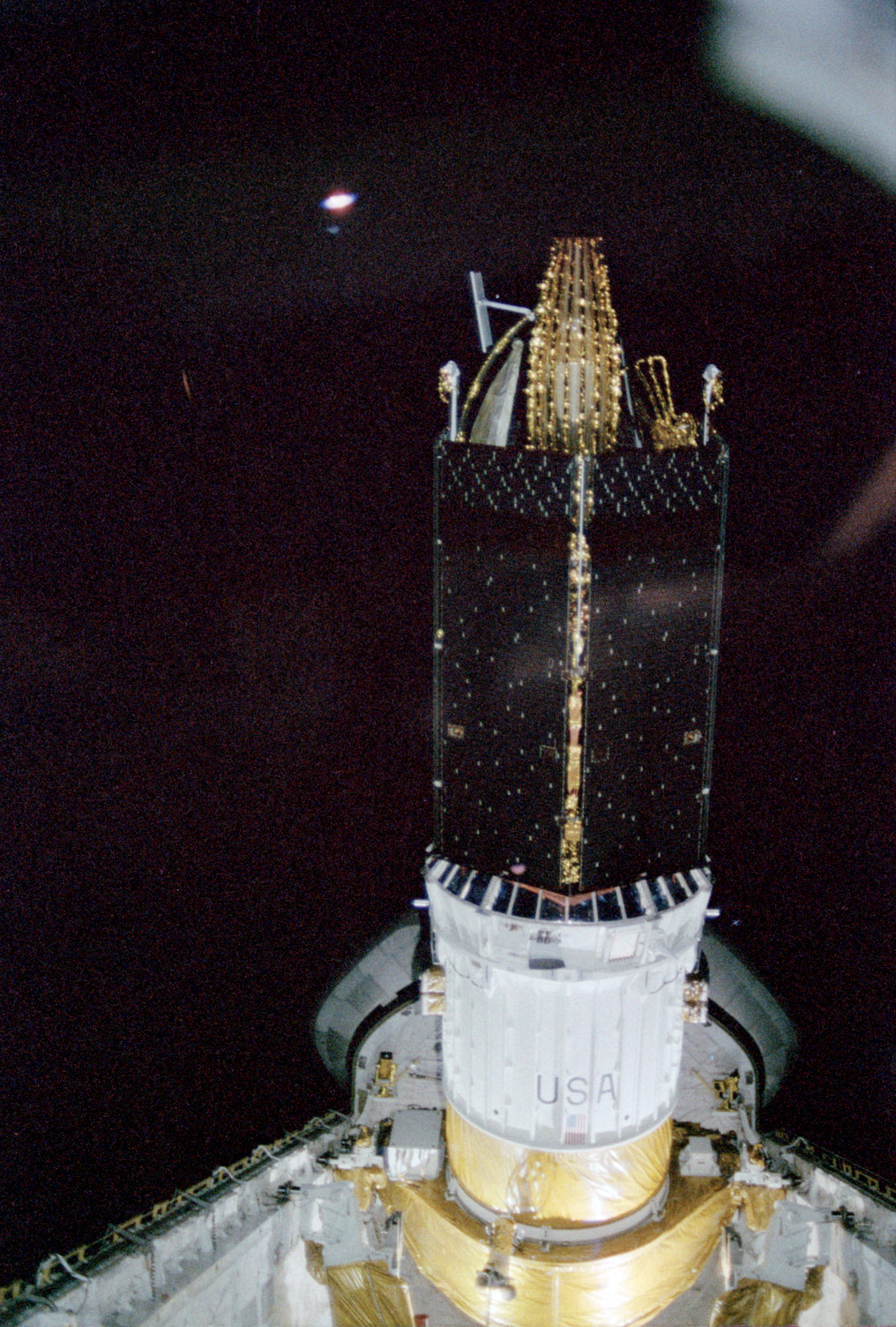
Супутник TDRS
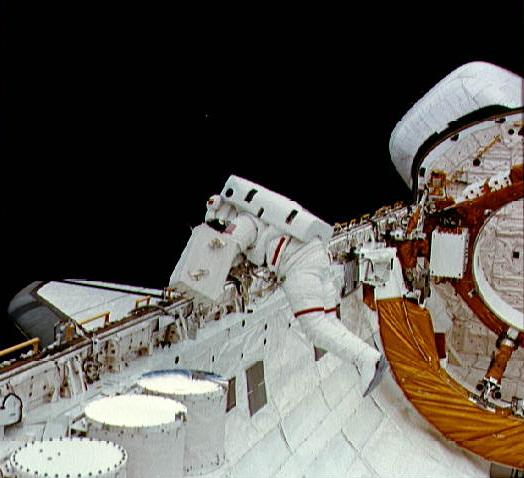
STS-6 Позакорабельна діяльність
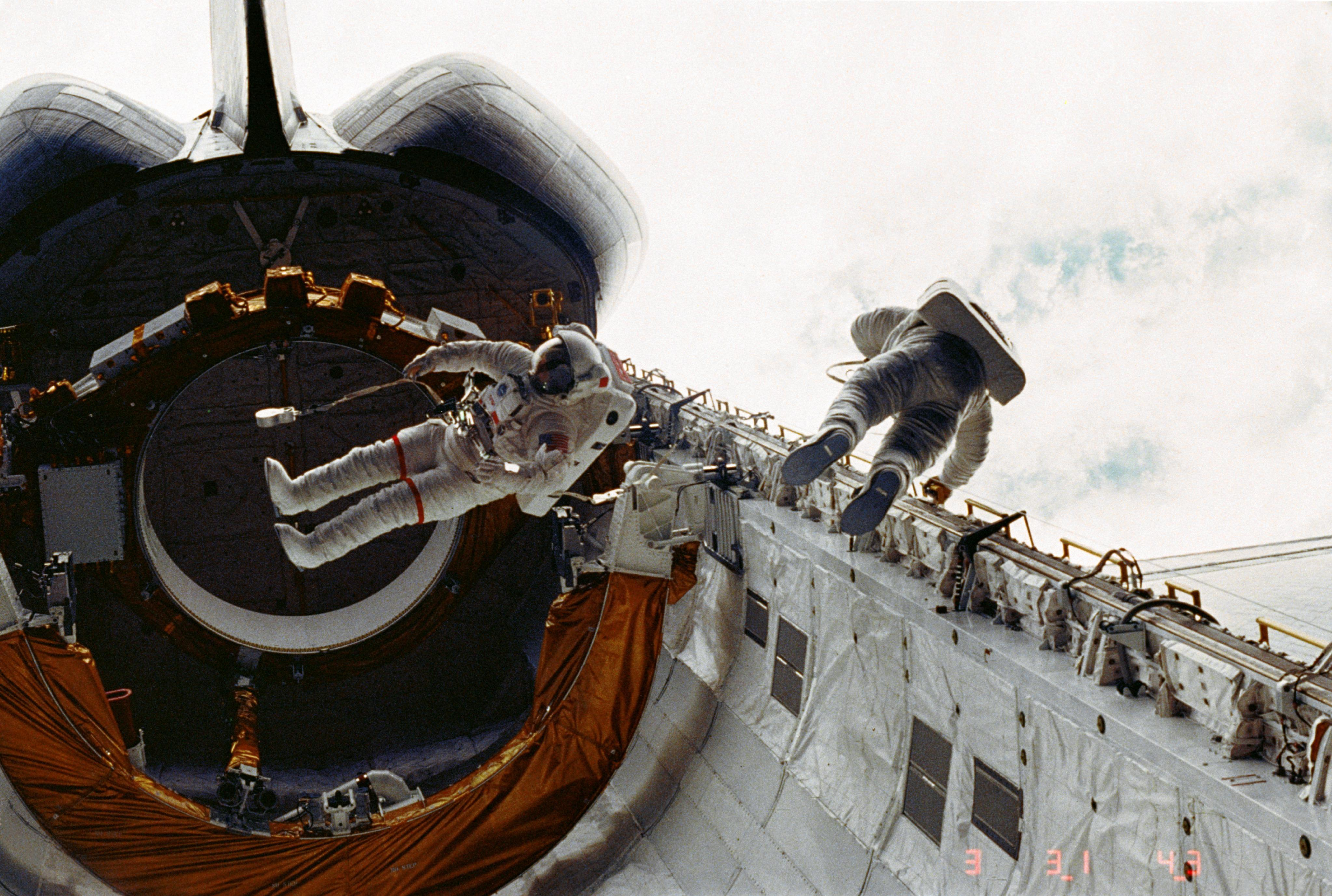
STS-6 Позакорабельна діяльність
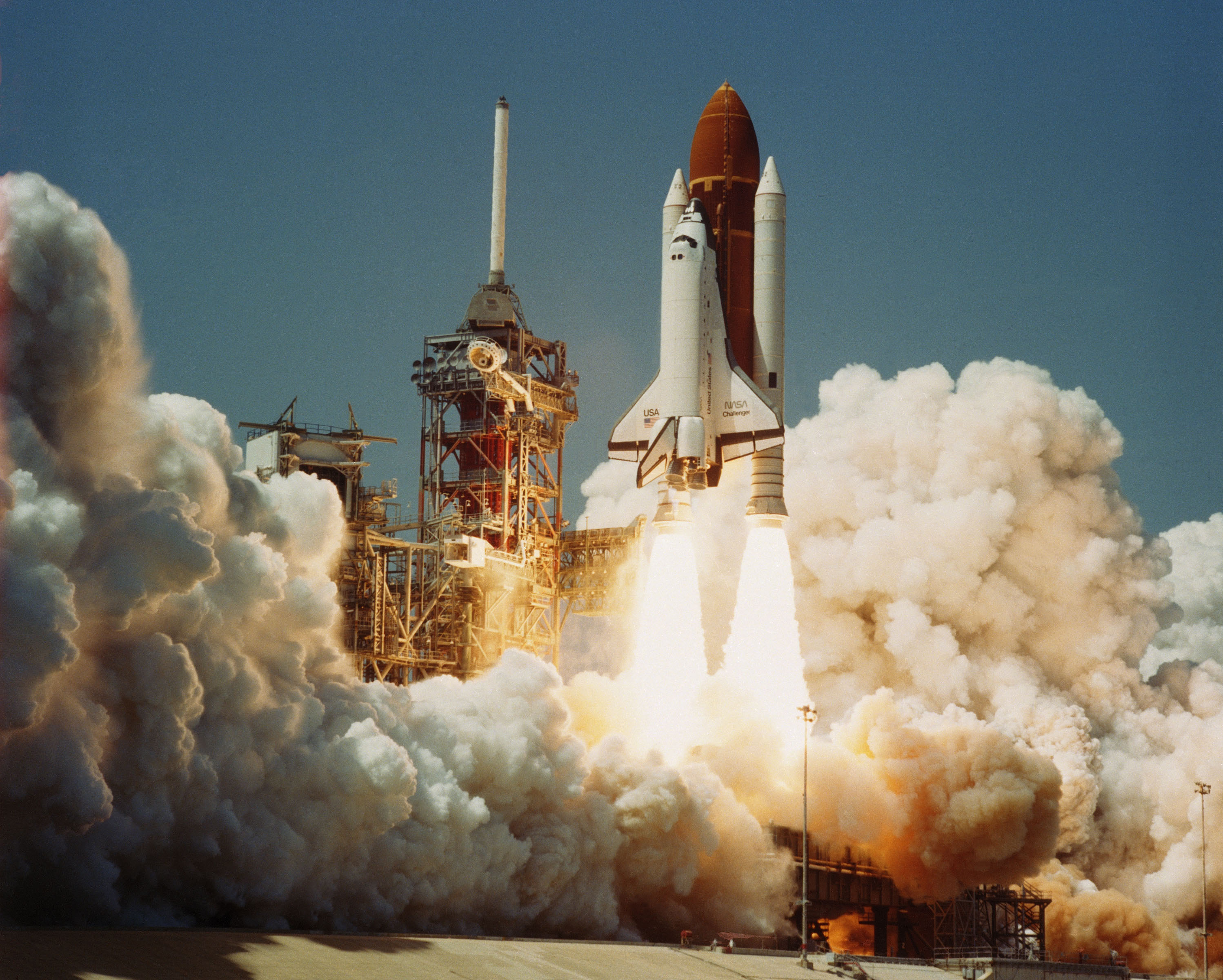
Зліт STS-6